# 藤川吉信
藤川 吉信（ふじかわ よしのぶ、生没年不詳）とは、江戸時代の浮世絵師。

## 来歴
師系不明。作画期は享保の前期から中期にかけてで、作として細版の漆絵「四世市村竹之丞と二世三条勘太郎」が知られている。画風は鳥居派風とされる。この絵の版元は江戸芝神明前の江見屋である。